# ニューリバーバレー

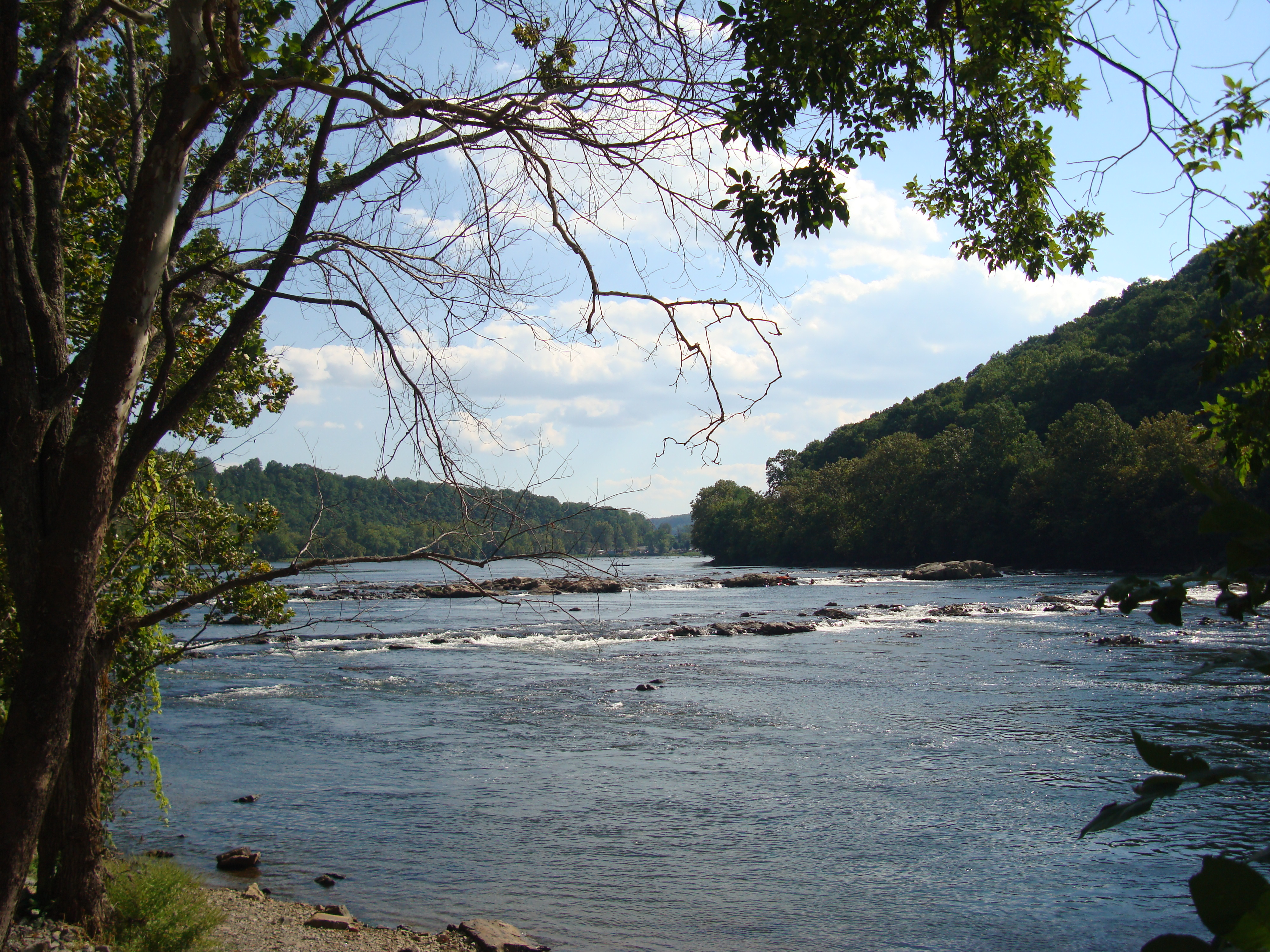
モントゴメリー郡を流れるニュー川

ニューリバーバレー（New River Valley）は、アメリカ合衆国東部のバージニア州（特に南西バージニア）のニューリバー沿いの地域である。

## 地理
この谷は、モントゴメリー郡（ブラックスバーグ及びクリスチャンズバーグを含む）、プラスキ郡、フロイド郡、ジャイルズ郡、ラドフォード市から成る。
2000年の国勢調査によると、約165,145人がこの地域に暮らしている。また、ニューリバーバレーには、バージニア工科大学、ラドフォード大学、ニューリバーコミュニティ・カレッジなどの高等教育機関がある。

## 歴史
グレート・バレー（Great Appalachian Valley）の一部であって、アメリカ合衆国における最初の開拓地のひとつであるとともに、西部探検を進める上での要所でもあった。この谷を最初に探検したヨーロッパ人は、1671年のヘンリー砦のエイブラハム・ウッドであり、1700年代には居住地が開発され始めた。グレート・ワゴン・ロード（Great Wagon Road）と呼ばれる交通路の支線がこの地域を通っていた。南北戦争では、いくつかの小さな戦いの戦場となった。